# Rote Mulde
Die Rote Mulde ist der linke Quellbach der Zwickauer Mulde im Vogtland in Sachsen.

## Verlauf

Zusammenfluss von Roter und Weißer Mulde im Staubereich der späteren Talsperre Muldenberg (geologische Karte, Stand 1909)

Die Rote Mulde entspringt am östlichen Stadtrand von Schöneck auf 770 m ü. NN. Die Quelle befindet sich in den Teichen an der Meilerhütte. Die abfließende Rote Mulde verläuft in nordöstliche Richtung und mündet nach etwa 3 km in die Talsperre Muldenberg. Dort vereinigt sie sich mit der Weißen Mulde zur Zwickauer Mulde.